# ATP Brisbane
Das ATP-Turnier von Brisbane (offiziell: Brisbane International) ist ein australisches Herren-Tennisturnier, das in Brisbane, im australischen Bundesstaat Queensland, ausgetragen wird.

## Geschichte
Das Turnier blickt auf eine lange Tradition zurück. 1888 fand es das erste Mal unter dem Namen Queensland Lawn Tennis Championships statt. Es wurde auf wechselnden Anlagen auf Rasen ausgetragen. 1919 fand man mit den Milton Courts eine permanente Austragungsstätte, wo man das Turnier bis 1994 austrug, bis 1982 durchgehend auf Rasen. Mit Beginn der Open Era waren die Queensland Open Teil des Grand Prix Tennis Circuit, 1990 gingen sie in die ATP Tour auf.
Die Ausgaben ab 1987 wurden auf Hartplätzen im Freien ausgerichtet, wobei 1987, 1988 und 1992 auf Hartplatz in der Halle gespielt wurden. 1992 wurde das Herrenturnier eingestellt; die Damen spielten noch bis 1994.
2009 wurde es als Nachfolger des Turniers von Adelaide erneut ausgetragen. Der Wettbewerb hat ein 32er-Feld im Einzel und ein 16er-Feld im Doppel, wurde auf Hartplätzen im Freien gespielt und zählte zur ATP Tour 250, der niedrigsten Kategorie innerhalb der ATP Tour. Brisbane ist neben Doha und Chennai eines von drei Turnieren, mit denen die Tennissaison eröffnet wird; die Veranstaltung wird gemeinsam mit dem Damenwettbewerb Anfang Januar zwei Wochen vor den Australian Open ausgetragen. Da auf demselben Belag wie in Melbourne gespielt wurde, gilt das Turnier als gute Vorbereitung für das erste Grand-Slam-Turnier des Jahres. 2019 wurde das Turnier zunächst zugunsten des ATP Cups eingestellt, der zur gleichen Zeit an selber Stelle stattfand, aber 2022 wieder eingestellt wurde. 2024 kehrte das Turnier nach Brisbane zurück.
Ausgetragen wird das Turnier seit der Umsiedlung aus Adelaide im Queensland Tennis Centre, der Center Court befindet sich in einem nach dem Queenslander Tennisspieler Patrick Rafter benannten Stadion.

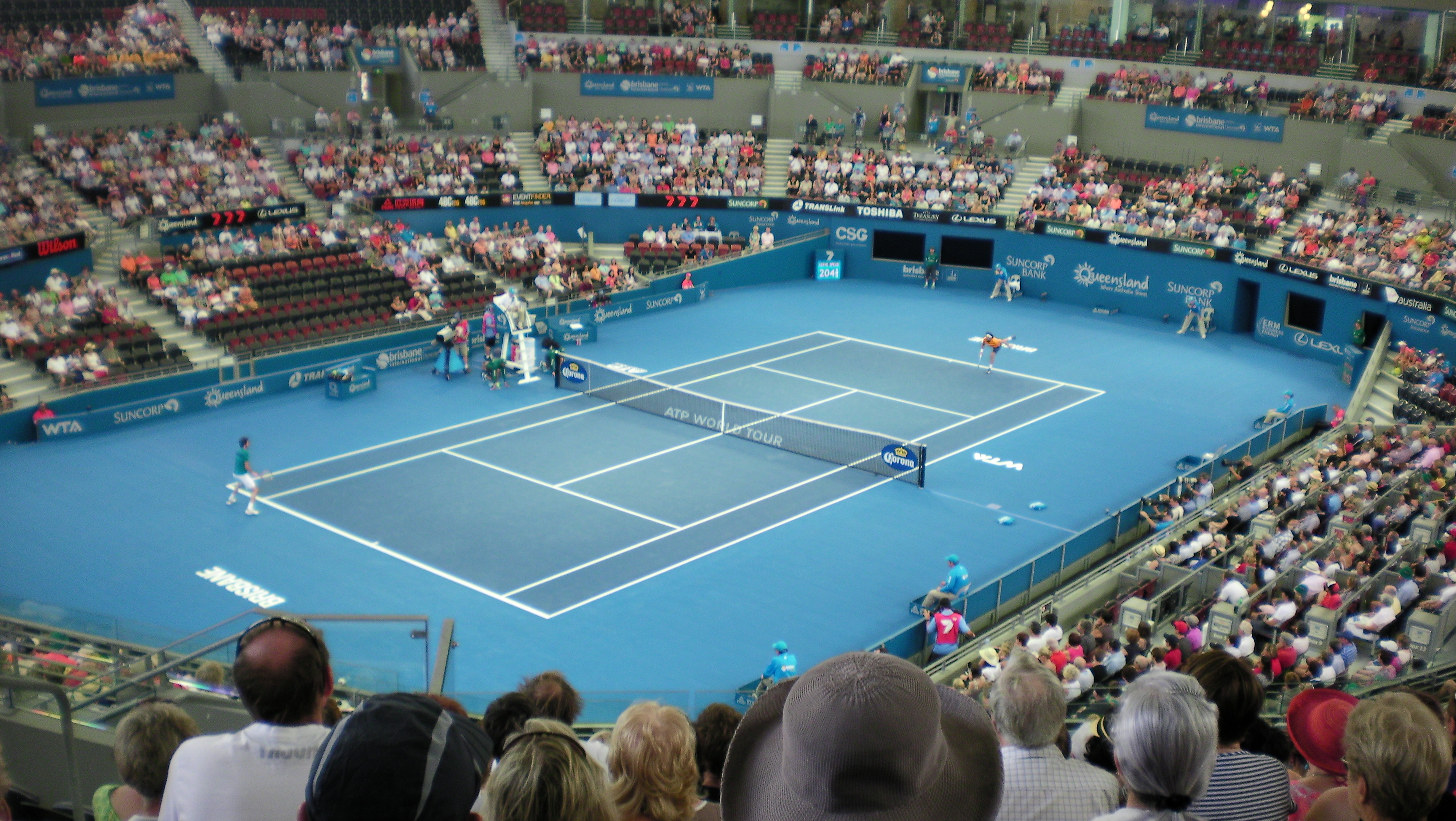
Center Court in der Pat-Rafter-Arena

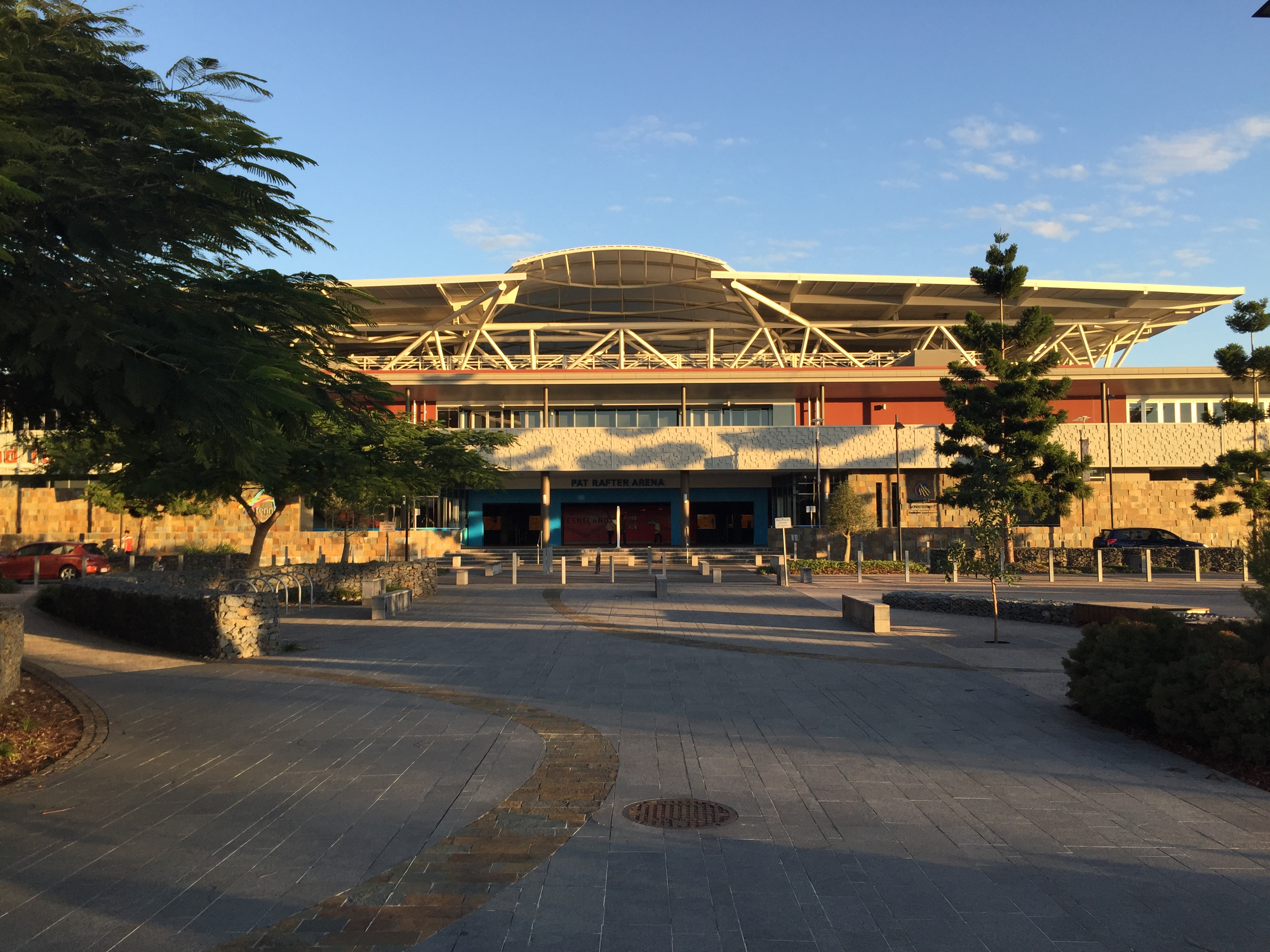
Pat-Rafter-Arena von außen

## Siegerliste
Im Einzel sind Andy Murray und Grigor Dimitrow mit zwei Erfolgen Rekordgewinner der Open Era, im Doppel ist John Peers mit drei Titeln Rekordsieger.

### Einzel
| Jahr                         | Sieger                | Finalgegner          | Finalergebnis             |
| ---------------------------- | --------------------- | -------------------- | ------------------------- |
| 2025                         | Jiří Lehečka          | Reilly Opelka        | 4:1 aufgg.                |
| 2024                         | Grigor Dimitrow (2)   | Holger Rune          | 7:65, 6:4                 |
| 2020–2023: nicht ausgetragen |                       |                      |                           |
| 2019                         | Kei Nishikori         | Daniil Medwedew      | 6:4, 3:6, 6:2             |
| 2018                         | Nick Kyrgios          | Ryan Harrison        | 6:4, 6:2                  |
| 2017                         | Grigor Dimitrow (1)   | Kei Nishikori        | 6:2, 2:6, 6:3             |
| 2016                         | Milos Raonic          | Roger Federer        | 6:4, 6:4                  |
| 2015                         | Roger Federer         | Milos Raonic         | 6:4, 6:72, 6:4            |
| 2014                         | Lleyton Hewitt        | Roger Federer        | 6:1, 4:6, 6:3             |
| 2013                         | Andy Murray (2)       | Grigor Dimitrow      | 7:60, 6:4                 |
| 2012                         | Andy Murray (1)       | Oleksandr Dolhopolow | 6:1, 6:3                  |
| 2011                         | Robin Söderling       | Andy Roddick         | 6:3, 7:5                  |
| 2010                         | Andy Roddick          | Radek Štěpánek       | 7:62, 7:67                |
| 2009                         | Radek Štěpánek        | Fernando Verdasco    | 3:6, 6:3, 6:4             |
| 1993–2008: nicht ausgetragen |                       |                      |                           |
| 1992                         | Guillaume Raoux       | Kenneth Carlsen      | 6:4, 7:610                |
| 1991                         | Gianluca Pozzi        | Aaron Krickstein     | 6:3, 7:64                 |
| 1990                         | Brad Gilbert          | Aaron Krickstein     | 6:3, 6:1                  |
| 1989                         | Niclas Kroon          | Mark Woodforde       | 4:6, 6:2, 6:4             |
| 1988                         | Tim Mayotte           | Marty Davis          | 6:4, 6:4                  |
| 1987                         | Kelly Evernden        | Eric Jelen           | 3:6, 6:1, 6:1             |
| 1984:1986: nicht ausgetragen |                       |                      |                           |
| 1982                         | Charlie Fancutt       | Pat Cash             | 7:6, 6:3                  |
| 1981                         | Chris Johnstone       | Phil Dent            | 6:4, 6:4                  |
| 1980                         | Mike Estep            | John Fitzgerald      | 6:3, 3:6, 6:4             |
| 1979                         | Dale Collings (2)     | Chris Kachel         | 7:6, 6:7, 6:3, 3:6, 10:8  |
| 1978                         | Dale Collings (1)     | Victor Eke           | 7:6, 6:4, 6:4             |
| 1977                         | Keith Hancock         | Jeff Twist           | 7:6, 7:6, 7:6             |
| 1976                         | Mal Anderson (3)      | Tim Wilkison         | 6:4, 6:2, 3:6, 6:4        |
| 1975                         | Mal Anderson (2)      | Mark Edmondson       | 3:6, 6:3, 6:4, 6:4        |
| 1974                         | Bob Giltinan (2)      | Ulrich Marten        | 6:3, 7:6                  |
| 1973                         | Syd Ball              | Ross Case            | 4:6, 6:4, 6:1, 2:6, 6:1   |
| 1972                         | Ken Rosewall          | Geoff Masters        | 6:2, 5:7, 6:4, 3:6, 7:5   |
| 1971                         | Mal Anderson (1)      | John Cooper          | 6:4, 6:4, 6:7, 7:6        |
| 1970                         | Bob Giltinan (1)      | Ross Case            | 6:3, 6:0, 2:6, 6:2        |
| ↑ Open Era ↑                 |                       |                      |                           |
| 1969                         | Ray Ruffels           | Allan Stone          | 8:6, 4:6, 6:3, 6:3        |
| 1968                         | Arthur Ashe (2)       | Stan Smith           | 6:4, 1:6, 9:7, 4:6, 7:5   |
| 1967                         | Roy Emerson (6)       | John Newcombe        | 9:7, 3:6, 6:4, 4:6, 7:5   |
| 1966                         | Roy Emerson (5)       | Fred Stolle          | 4:6, 6:3, 6:4, 3:6, 6:2   |
| 1965                         | Arthur Ashe (1)       | Roy Emerson          | 3:6, 6:2, 6:3, 3:6, 6:1   |
| 1964                         | Fred Stolle           | Roy Emerson          | 6:3, 8:6, 3:6, 4:6, 7:5   |
| 1963                         | Roy Emerson (4)       | Fred Stolle          | 6:3, 5:7, 6:4, 4:6, 6:1   |
| 1962                         | Bob Hewitt            | Rod Laver            | 1:6, 6:3, 6:4, 1:6, 7:5   |
| 1961                         | Rod Laver             | Roy Emerson          | 4:6, 4:6, 6:0, 8:6, 6:3   |
| 1960                         | Roy Emerson (3)       | Bob Hewitt           | 14:12, 6:0, 6:3           |
| 1959                         | Roy Emerson (2)       | Neale Fraser         | 6:1, 6:2, 1:6, 6:3        |
| 1958                         | Ashley Cooper (2)     | Mal Anderson         | 6:3, 1:6, 6:1, 6:4        |
| 1957                         | Roy Emerson (1)       | Neale Fraser         | 6:3, 6:2, 6:2             |
| 1956                         | Ashley Cooper (1)     | Lew Hoad             | 5:7, 7:5, 6:2, 4:6, 6:4   |
| 1955                         | Ken Rosewall          | Ashley Cooper        | 6:8, 6:4, 6:4, 6:4        |
| 1954                         | Lew Hoad (2)          | Rex Hartwig          | 6:4, 6:4, 0:6, 0:6, 6:1   |
| 1953                         | Lew Hoad (1)          | Rex Hartwig          | 6:4, 6:1, 6:2             |
| 1952                         | Frank Sedgman (3)     | Mervyn Rose          | 11:9, 6:2, 0:6, 2:6, 6:1  |
| 1951                         | Frank Sedgman (2)     | Ian Ayre             | 6:2, 6:1, 6:2             |
| 1950                         | Frank Sedgman (1)     | Arthur Larsen        | 6:2, 6:4, 6:2             |
| 1949                         | Geoff Brown           | Bill Sidwell         | 8:6, 6:1, 6:2             |
| 1948                         | Adrian Quist (2)      | George Worthington   | 6:3, 6:0, 6:4             |
| 1947                         | Adrian Quist (1)      | James Gilchrist      | 6:4, 6:4, 6:4             |
| 1946                         | Bill Sidwell          | Lionel Brodie        | 7:9, 4:6, 6:2, 6:3, 6:0   |
| 1942:45: nicht ausgetragen   |                       |                      |                           |
| 1941                         | John Bromwich (5)     | Jack Crawford        | 6:4, 6:8, 4:6, 6:4, 6:3   |
| 1940                         | Adrian Quist          | Jack Crawford        | 6:4, 8:6, 7:5             |
| 1939                         | John Bromwich (4)     | James Gilchrist      | 6:1, 6:2, 6:3             |
| 1938                         | John Bromwich (3)     | James Gilchrist      | 4:6, 6:1, 6:1, 4:6, 6:3   |
| 1937                         | John Bromwich (2)     | Vivian McGrath       | 6:2, 6:2, 6:2             |
| 1936                         | Vivian McGrath        | John Bromwich        | 6:2, 7:5, 6:2             |
| 1935                         | John Bromwich (1)     | George Tait          | 6:1, 6:3, 6:0             |
| 1934                         | Jack Crawford (4)     | Adrian Quist         | 6:2, 6:4, 4:6, 4:6, 9:7   |
| 1933                         | Adrian Quist          | Jack Crawford        | 6:2, 2:6, 4:6, 12:10, 6:3 |
| 1932                         | Edgar Moon            | Vivian McGrath       | 7:5, 6:3, 6:2             |
| 1931                         | Jack Crawford (3)     | Harry Hopman         | 6:4, 6:4,7:5              |
| 1930                         | Jack Cummings (3)     | Roy Dunlop           | 6:0, 6:2, 6:2             |
| 1929                         | Jack Crawford (2)     | Edgar Moon           | 6:1, 8:6, 6:1             |
| 1928                         | James Willard         | Richard Schlesinger  | 6:1, 6:4, 3:6, 6:3        |
| 1927                         | Jack Crawford (1)     | Frederick Kalms      | 9:7, 3:6, 6:3, 6:4        |
| 1926                         | Jack Cummings (2)     | Edgar Moon           | 3:6, 6:3, 6:0, 6:0        |
| 1925                         | Pat O’Hara Wood (2)   | Jack Cummings        | 6:3, 2:6, 5:7, 6:4, 6:2   |
| 1924                         | Jack Cummings (1)     | Edgar Moon           | 6:4, 2:6, 6:2, 6:4        |
| 1923                         | Pat O’Hara Wood (1)   | Bert St. John        | 6:1, 6:1, 6:3             |
| 1922                         | Horace Rice (5)       | R. G. Spencer        | 6:8 6:4, 6:4, 6:1         |
| 1921                         | Jack N. Radcliffe     | Edward Jordan        | 10:8, 6:4, 6:1            |
| 1920                         | Bert St. John (2)     | Edward Jordan        | 2:6, 6:1, 6:3, 9:7        |
| 1919                         | Bert St. John (1)     | Horace Rice          | 5:7, 7:5, 7:5, 7:5        |
| 1916:18: nicht ausgetragen   |                       |                      |                           |
| 1915                         | Gordon Lowe           | Horace Rice          | 4:6, 6:1, 6:1, 6:4        |
| 1914                         | Clarence Todd         | T. W. Clark          | 7:5, 4:6, 6:1, 6:4        |
| 1913                         | Lindsay D. Todd       | Clarence Todd        | kampflos                  |
| 1912                         | Horace Rice (4)       | Alfred Jones         | 6:1, 6:1, 6:3             |
| 1911                         | Horace Rice (3)       | Harry Parker         | 4:6, 9:7, 6:2, 6:1        |
| 1910                         | Harry Parker (4)      | Macauley Turner      | 6:2, 6:1, 6:1             |
| 1909                         | Macauley Turner       | Bert St. John        | 6:4, 7:5, 6:3             |
| 1908                         | Harry Parker (3)      | Stanley Doust        | 6:2, 3:6, 6:3, 6:2        |
| 1909                         | Harry Parker (2)      | Stanley Doust        | 6:2, 3:6, 6:3, 6:2        |
| 1907                         | Horace Rice (2)       | Harry Parker         | ?                         |
| 1906                         | Harry Parker (1)      | Stanley Doust        | 6:3, 6:2, 6:1             |
| 1905                         | Stanley Doust (2)     | Henry M.Marsh        | 3:6, 8:6, 6:4, 3:6, 6:2   |
| 1904                         | Stanley Doust (1)     | Gordon W. Wright     | kampflos                  |
| 1903                         | John N. Griffiths     | George S. Crouch     | 8:6, 6:1, 6:2             |
| 1902                         | H.B. Rowlands         | Edwin W. Fowles      | 6:4, 4:6, 7:5, 6:2        |
| 1901                         | Horace Rice (1)       | Edward R. Crouch     | 6:1, 6:1, 6:0             |
| 1900                         | Les Poidevin (2)      | H.B. Rowlands        | 6:2, 3:6, 6:2, 6:2        |
| 1899                         | Les Poidevin (1)      | Ernest L. Newman     | 6:3, 6:0, 6:2             |
| 1898                         | Eric Pockley          | F. A. Waller         | 7:5, 6:4, 6:3             |
| 1897                         | F. A. Waller          | Ernest L. Newman     | 6:1, 4:6, 6:1, 4:6, 6:3   |
| 1896                         | Albert Curtis         | Samuel H. Hughes     | 4:6, 6:2, 6:8, 6:2, 6:3   |
| 1895                         | Samuel H. Hughes      | John E. Gilligan     | 6:2, 6:2, 8:6             |
| 1894                         | John E. Gilligan      | Russell R. Love      | 6:1, 6:3, 5:7, 6:2        |
| 1893                         | E. Hutton             | John E. Gilligan     | 6:1, 6:4, 6:3             |
| 1892                         | Peter B. Mc Gregor    | John E. Gilligan     | 8:10, 6:4, 6:3, 6:4       |
| 1891                         | Arthur. R. Taylor (3) | Peter B. Mc Gregor   | 6:3, 6:4, 4:6, 5:6, 6:2   |
| 1890                         | Arthur. R. Taylor (2) | E. P. Hudson         | 6:3, 6:4, 6:0             |
| 1889                         | E. P. Hudson          | A. R. Taylor         | 3:6, 8:6, 6:4, 3:6, 6:2   |
| 1888                         | Arthur. R. Taylor (1) | H. De Winton         | 12:4                      |

### Doppel
| Jahr                         | Sieger                                | Finalgegner                        | Finalergebnis      |
| ---------------------------- | ------------------------------------- | ---------------------------------- | ------------------ |
| 2025                         | Julian Cash Lloyd Glasspool (2)       | Jiří Lehečka Jakub Menšík          | 6:3, 6:72, [10:6]  |
| 2024                         | Lloyd Glasspool (1) Jean-Julien Rojer | Kevin Krawietz Tim Pütz            | 7:63, 5:7, [12:10] |
| 2020–2023: nicht ausgetragen |                                       |                                    |                    |
| 2019                         | Marcus Daniell Wesley Koolhof         | Rajeev Ram Joe Salisbury           | 6:4, 7:66          |
| 2018                         | Henri Kontinen (2) John Peers (3)     | Leonardo Mayer Horacio Zeballos    | 3:6, 6:3, [10:2]   |
| 2017                         | Thanasi Kokkinakis Jordan Thompson    | Gilles Müller Sam Querrey          | 7:67, 6:4          |
| 2016                         | Henri Kontinen (1) John Peers (2)     | James Duckworth Chris Guccione     | 7:64, 6:1          |
| 2015                         | Jamie Murray John Peers (1)           | Oleksandr Dolhopolow Kei Nishikori | 6:3, 7:64          |
| 2014                         | Mariusz Fyrstenberg Daniel Nestor (2) | Juan Sebastián Cabal Robert Farah  | 6:74, 6:4, [10:7]  |
| 2013                         | Marcelo Melo Tommy Robredo            | Eric Butorac Paul Hanley           | 4:6, 6:1, [10:5]   |
| 2012                         | Maks Mirny Daniel Nestor (1)          | Jürgen Melzer Philipp Petzschner   | 6:1, 6:2           |
| 2011                         | Lukáš Dlouhý Paul Hanley              | Robert Lindstedt Horia Tecău       | 6:4 aufgg.         |
| 2010                         | Jérémy Chardy Marc Gicquel (2)        | Lukáš Dlouhý Leander Paes          | 6:3, 7:65          |
| 2009                         | Marc Gicquel (1) Jo-Wilfried Tsonga   | Fernando Verdasco Mischa Zverev    | 6:4, 6:3           |
| 1993–2008: nicht ausgetragen |                                       |                                    |                    |
| 1992                         | Steve DeVries David Macpherson        | Patrick McEnroe Jonathan Stark     | 6:4, 6:4           |
| 1991                         | Mark Woodforde Todd Woodbridge (2)    | John Fitzgerald Glenn Michibata    | 7:6, 6:3           |
| 1990                         | Jason Stoltenberg Todd Woodbridge (1) | Brian Garrow Mark Woodforde        | 2:6, 6:4, 6:4      |
| 1989                         | Darren Cahill Mark Kratzmann          | Broderick Dyke Simon Youl          | 6:4, 5:7, 6:0      |
| 1988                         | Eric Jelen Carl-Uwe Steeb             | Grant Connell Glenn Michibata      | 6:4, 6:1           |
| 1987                         | Kelly Evernden Matt Anger             | Broderick Dyke Wally Masur         | 7:6, 6:2           |